# اینس رمرسارو
اینس رمرسارو (به انگلیسی: Inés Remersaro) (زادهٔ ۲ دسامبر ۱۹۹۲) شناگر اهل اروگوئه است.